# Couvent des Cordeliers de Bergerac
Pour les articles homonymes, voir Couvent des Cordeliers et Cordeliers.
 (août 2022).
Le couvent des Cordeliers de Bergerac est un ancien couvent franciscain de la commune française de Bergerac, datant du XVIIe siècle. 

## Histoire
Les Cordeliers arrivent à Bergerac en 1217 à l'appel de l'évêque de Périgueux, Raoul de Lastour. Ils construisent un petit couvent plus près des rives de la Dordogne que celui-ci. En 1544, les protestants pillent le couvent et finissent par le détruire en 1553, après la dispersion des moines. En 1562, Bergerac devient une place-forte protestante et les pierres du couvent et d'autres édifices servent à la construction de remparts.
La paix revenue, les catholiques retrouvent progressivement le droit d'exercer leur culte. C'est en 1621 que leurs droits sont pleinement reconnus. Les remparts sont détruits.
La construction du couvent actuel a commencé en 1651, près du chais de la porte de Clayrac, appartenant aux Cordeliers, sans doute avec l'emploi des pierres des murailles. Leur chapelle n'est construite qu'en 1680, après la Fronde, et consacrée en 1682 sous le vocable de saint Jean l'Évangéliste. Les franciscains sont dispersés en 1790 et leur couvent, vendu comme bien national en 1791. Après le concordat, la chapelle sert de succursale de l'église paroissiale.
En 1858, l'évêque de Périgueux fait venir des carmélites de Montpellier qui provisoirement chantent leurs offices à la chapelle Saint-Jean en attendant l'édification de leur propre couvent terminé en mars 1861. En 1885, l'ancien couvent des Cordeliers est vendu à un brasseur bergeracois et dès lors transformé en auberge. La chapelle sert d'écurie et de remise.
L'ancien couvent des Cordeliers, devenu hôtel-restaurant, est acheté en 2003 par la Fraternité sacerdotale Saint-Pie-X dont il est devenu un prieuré. Les offices sont célébrés en latin à la chapelle Saint-Jean-des-Cordeliers, restituée au culte après travaux.